# Trinervitermes
Trinervitermes es un género de termitas  perteneciente a la familia Termitidae que tiene las siguientes especies:

## Especies
1. Trinervitermes arabiae
2. Trinervitermes bettonianus
3. Trinervitermes biformis
4. Trinervitermes bouvieri
5. Trinervitermes dispar
6. Trinervitermes disparatus
7. Trinervitermes fletcheri
8. Trinervitermes geminatus
9. Trinervitermes gratiosus
10. Trinervitermes heimi
11. Trinervitermes indicus
12. Trinervitermes nigrirostris
13. Trinervitermes occidentalis
14. Trinervitermes oeconomus
15. Trinervitermes rapulum
16. Trinervitermes rhodesiensis
17. Trinervitermes rubidus
18. Trinervitermes saudiensis
19. Trinervitermes segelli
20. Trinervitermes sensarmai
21. Trinervitermes somaliensis
22. Trinervitermes sudanicus
23. Trinervitermes togoensis
24. Trinervitermes trinervius
25. Trinervitermes trinervoides